# Вирадаман
Вирадаман — правитель в древнеиндийском государстве Западных Кшатрапов в III веке.

## Биография
Вирадаман был старшим сыном махашатрапа Дамасены. Первые обнаруженные монеты с указанием Вирадамана в качестве кшатрапа были отчеканены в 156 году сакской эры, что, скорее всего, соответствует 234 году. В это время его отец ещё занимал трон, поэтому, по мнению П. Тэндона, Вирадаман мог быть объявлен наследником престола. Последний обнаруженный нумизматический материал с именем этого кшатрапа датирован 160 годом сакской эры (соответственно, 238 год). По предположению некоторых исследователей, Вирадаман мог умереть раньше отца, поэтому власть перешла к его младшему брату Ясодаману, также правившему в течение очень короткого времени. С. Кайлаш в связи с этим отметил, что преждевременная смерть обоих братьев могла быть неслучайной.
Вирадаман был отцом Рудрасены II, на чьих монетах, по замечанию Д. Сиркара, Вирадаман также указан с титулом кшатрапа.